# Ни Сялянь
Ни Сяля́нь (кит. упр. 倪夏莲, пиньинь Ní Xiàlián; род. 4 июля 1963, Шанхай) — китайская и люксембургская спортсменка, игрок в настольный теннис. Одна из самых титулованных игроков Европы.

## Биография

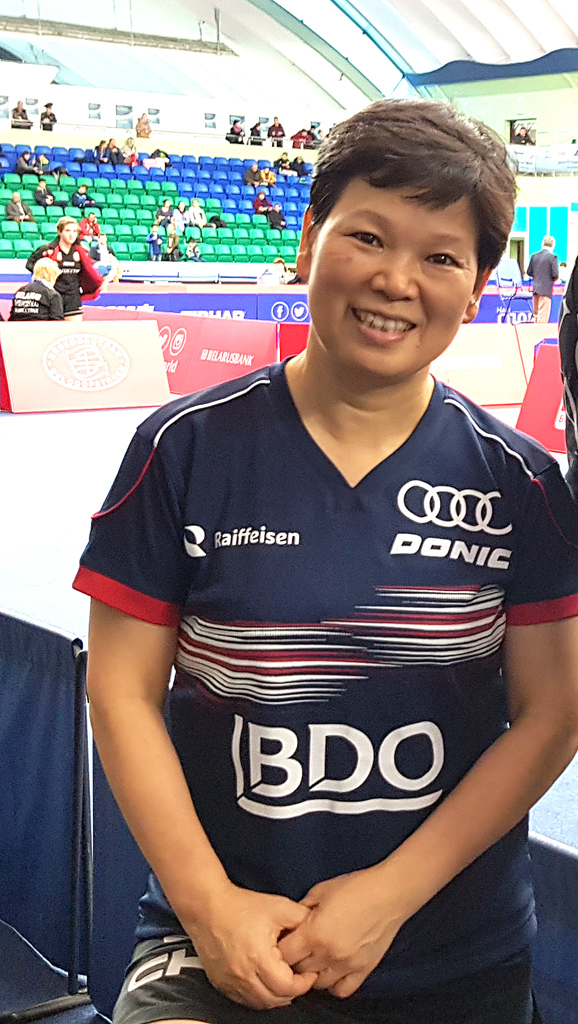
Ни Сялянь на 2018 ITTF Challenge Belgosstrakh Belarus open.

Выступая за команду КНР, дважды становилась чемпионкой мира: в командном разряде и в миксте. Переехав в Европу, с 1991 года стала выступать за Люксембург и трижды выигрывала золото чемпионатов Европы: дважды в одиночном разряде и один раз в парном разряде. Трижды была первой на турнире «EURO-TOP12» (1996, 1997, 1998). В 1998 году стала первым в истории игроком китайского происхождения, выигравшим чемпионат Европы в одиночном разряде (среди женщин или мужчин). Участница шести летних Олимпийских игр: в Сиднее-2000, Пекине-2008, Лондоне-2012, Рио-2016, Токио-2020 и Париже-2024. На Олимпийских играх 2016 года была знаменосцем сборной Люксембурга на церемонии закрытия.
В возрасте 58 лет Ни Сялянь выступила на Олимпийских играх в Токио и стала самым возрастным участником олимпийских турниров по настольному теннису в истории.
В конце ноября 2021 года в возрасте 58 лет и 4 месяцев стала бронзовым призёром чемпионата мира в Хьюстоне в женских парах (вместе с Сарой де Нутте). Эта медаль была завоёвана Ни спустя 38 лет после её первой медали на чемпионатах мира. В августе 2022 года Ни Сялянь и де Нутте были посеяны под первым номером и стали бронзовыми призёрами чемпионата Европы в Мюнхене в парном разряде.
Летом 2023 года в возрасте 60 лет Ни Сялянь выиграла в одиночном разряде международный турнир «WTT Feeder, Havirov 2023».
В 2022 году Ни Сялянь была награждена государственной наградой Люксембурга «Орден Дубовой короны».
В феврале 2024 года выступала на чемпионате мира среди команд.
В марте 2024 года, в возрасте 60 лет, выиграла очередной международный турнир серии WTT — WTT Feeder Beirut 2024.
Летом 2024 года в возрасте 61 года выступила на Олимпийских играх в Париже. 26 июля 2024 года несла флаг Люксембурга на церемонии открытия Игр на Сене.
Замужем, имеет двух детей, сына и дочь.

## Стиль игры
Левша, использует азиатскую хватку, при игре стоит близко у стола. Изначально использовала только одну сторону ракетки и играла короткими шипами, затем добавила длинные шипы на вторую сторону ракетки, впоследствии перешла на комбинацию длинных шипов с гладкой накладкой, в игре вращает ракетку.